# フェルトイェーガー

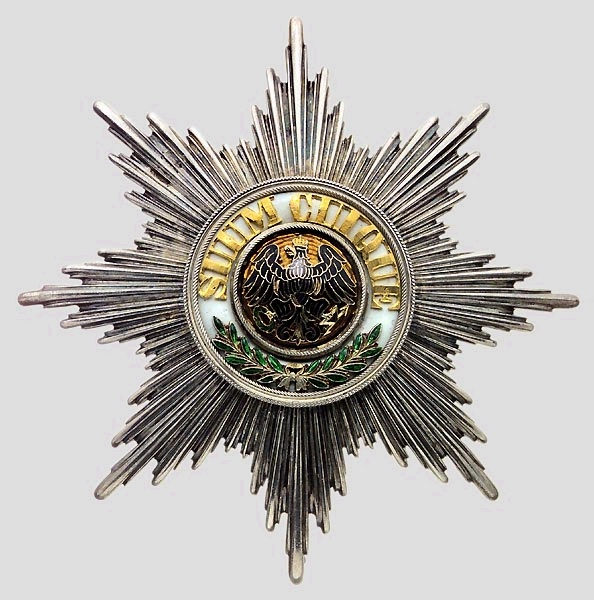
プロイセン王国の最高勲章である黒鷲勲章。ドイツ連邦軍の憲兵用帽章はこれをモデルにデザインされた。

フェルトイェーガー（ドイツ語: Feldjäger）とは、ドイツの軍隊が歴史的に使用してきた兵科の名称である。元々は猟兵(Jäger)の一種を意味したが、現在のドイツ連邦軍では憲兵科の名称としてこの語が使用されている。

## 歴史

### 語源
Feldjäger という語は直訳で「野戦猟兵」となり、元々は憲兵的組織を意味する語ではなかった。1631年、ヘッセン＝カッセルで編成された猟兵部隊の名称として初めて使用され、以後プロイセン王国やハノーファー選帝侯国でもこの名称を用いた部隊が結成された。こうした猟兵部隊はいわゆる軽歩兵として活動し、主力たる戦列歩兵の側面援護の他に偵察兵、散兵、狙撃兵などの役割を果たした。これに所属する猟兵は猟師や木こりなどからの志願者で、銃器は各々で優れたものを調達していた。アメリカ独立戦争に従軍した野戦猟兵大尉ヨハン・フォン・エーヴァルトが1785年に発表した論文Abhandlung über den kleinen Krieg では、野戦猟兵が遂行したごく初期のゲリラ戦について触れられている。
オーストリア＝ハンガリー帝国でも1808年からFeldjägerの名称を持つ猟兵部隊を編成している（オーストリア＝ハンガリー帝国野戦猟兵）。
ナチス・ドイツの崩壊まで、憲兵組織を意味する語としてはフランス語から取られた国家憲兵(Gendarmerie)や、これから派生した野戦憲兵(Feldgendarmerie)などが使用されていた。しかしこれらの語は敗戦後のいわゆる非ナチ化の一環として排除され、新設されたドイツ連邦軍では憲兵を指す語としてFeldjäger が選ばれたのである。

### 初期のプロイセン軍
プロイセン陸軍では、連隊付軍警察(Regimentsprofosen)が陸軍内部における法執行を担当し、保安および軍紀維持に関する任務はユサールが担当した。1740年、伝令等の任務を担う部隊として騎馬野戦猟兵隊(Reitendes Feldjägerkorps)が編成される。この部隊は現在のFeldjäger のような憲兵的任務を与えられてはいなかったが、この部隊が果たしていた伝令や各種報告などの任務は現在のFeldjäger に引き継がれている。

### 後期のプロイセン軍
1815年、プロイセン王国にてフランスのジャンダルムリをモデルとした国家憲兵組織として地方憲兵隊(Landgendarmerie)が設置される。地方憲兵隊は陸軍の部局として扱われていた。1914年、プロイセン王国における1つの州ごとに大佐ないし中佐を長とする1個憲兵旅団が設置される。地方憲兵隊長(Chef der Landgendarmerie)は歩兵大将(General der Infanterie)が務めた。また動員令が下った場合、国家憲兵隊の隊員による野戦部隊として野戦憲兵隊(Feldgendarmerie)が構成されることとされていた。野戦憲兵隊は普墺戦争や普仏戦争でも派遣され、前線における交通整理や保安・警察任務に従事した。
第一次世界大戦が勃発した1914年の時点で、ドイツ帝国の野戦憲兵隊は33個の部隊を有していたが、その後100個部隊まで拡大された。憲兵隊員はゴルゲット(Ringkragen)や腕章によって識別された。
敗戦後に設置されたヴァイマル共和国軍では、憲兵組織の編成は行われなかった。

### ナチス・ドイツ
ナチス・ドイツの時代にはドイツ国防軍と武装親衛隊が憲兵組織として野戦憲兵隊を有した。第二次世界大戦中には総統アドルフ・ヒトラーが述べた「兵士は死ぬかもしれない。脱走兵は死なねばならない」(Der Soldat kann sterben, der Deserteur muß sterben)という宣言の元、数万人もの「脱走兵」が野戦憲兵隊によって逮捕・処刑された。憲兵らは「Feldgendarmerie」（野戦憲兵）または「Feldjägerkommando」（憲兵司令部）と書かれたゴルゲットを首にかけていた為、一般将兵らはいくらかの侮蔑を込めて憲兵を「ケッテンフンデ」（Kettenhunde、「鎖付きの犬ども」）と俗称した。後送中の傷病兵や難民の集団を対象とした執拗な脱走兵捜索も非常に嫌悪され、ここから「ヘルデンクラウアー」（Heldenklauer, 「英雄を盗む者」）という蔑称も生まれた。野戦憲兵と共同で任務に当たった組織には秘密野戦警察や陸軍/国防軍警邏隊(Heeres- bzw. Wehrmacht- Streifendiensten)、憲兵司令部(Feldjäger-Kommando)などがあった。

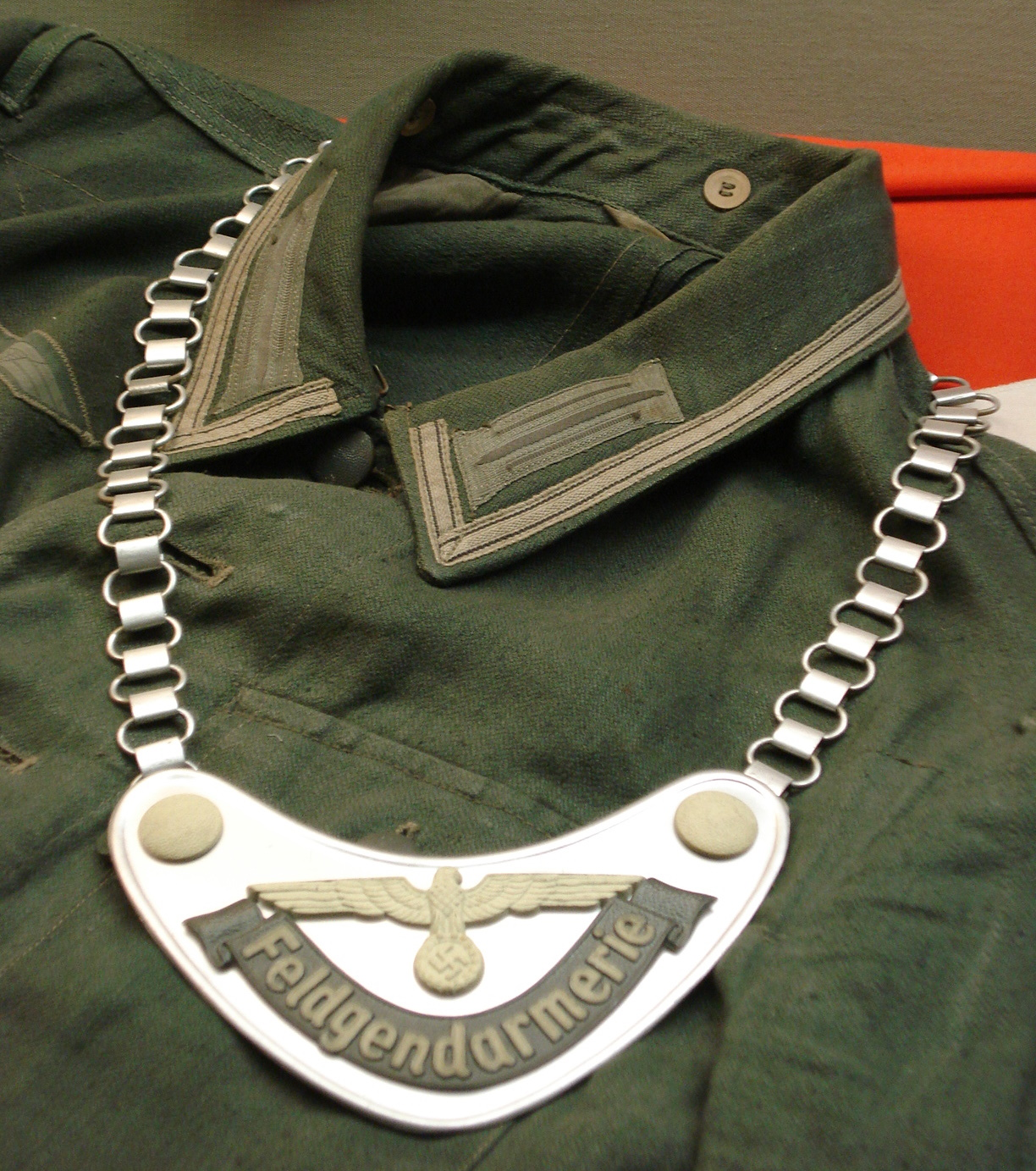
ドイツ国防軍の下士官制服と野戦憲兵用のゴルゲット。

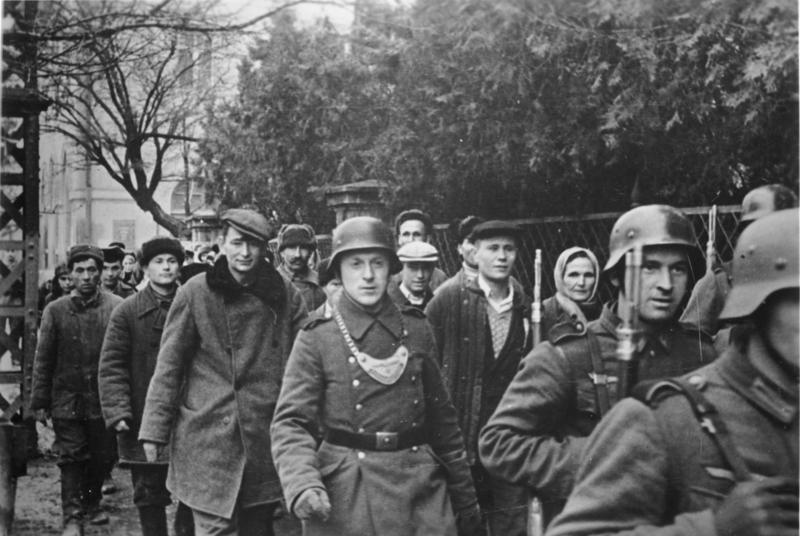
逮捕者を連行する野戦憲兵隊員。この第683野戦憲兵大隊は、1941年12月にユダヤ人14,000人の虐殺に関わったとされる。（1942年1月、シンフェロポリ）

通常、野戦憲兵隊は国防軍および武装SSの大部隊ごとに設置されていたが、それ以外でも指揮官の特別の命令により設置されることがあった。一方、1943年12月の総統特命により士気の低下と規律の崩壊に歯止めをかけるべく設置された憲兵司令部(Feldjäger-Kommando)は国防軍最高司令部直属の組織で、国防軍所属の組織ではあったが武装SS隊員に対する懲罰の権限も有していた。憲兵司令部の司令官は各種の懲罰を含む、軍最高司令官(Armeeoberbefehlshaber)と同等の権限を有していた。ただし、戦術的な指導に関しては関与を認められていなかった。こうした憲兵組織は主に戦線後方で活動した。
敗戦後のニュルンベルク裁判では、国防軍の憲兵組織はいずれも犯罪組織に指定されなかった。また、戦後しばらくは一部の憲兵部隊が進駐軍の予備警察組織として活動を続けていた。

### ドイツ連邦軍
第二次世界大戦後に設置されたドイツ連邦軍では、憲兵組織の名称として当初Militärpolizeiを採用したが、間もなくFeldjägerと改められた。1955年10月6日、アドルフ・ホイジンガー将軍が「連邦軍の設置に関する第1号命令」( Aufstellungsbefehls Nr. 1 für die Bundeswehr)に署名した後、アンダーナッハの旧空軍病院にて憲兵教導中隊(Militärpolizei-Lehrkompanie)が設置された。1956年1月30日、憲兵組織の名称がMilitärpolizeiからFeldjägerに変更される。これはナチス・ドイツ時代の反省の元、連邦政府管轄下の文民警察組織との分離を明確にする為に行われた。
連邦軍憲兵隊は軍内部における警察任務にのみ従事し、連邦警察局や地方警察のような一般警察としての活動は行わない。軍人以外に対する権利の行使も、軍の保安に関連する犯罪や有事に特別必要とされる場合を除いて基本的に認められていない。権限そのものも諸外国の憲兵組織と比べれば制限されている。日本国自衛隊の警務隊同等である。連邦軍の海外派遣にも憲兵隊が同行している。
現在は戦力基盤軍直属の部門となっている。ドイツ連邦軍憲兵司令部はハノーファーに設置されている。